# Japan Soccer League 1990-1991
La temporada 1990-1991 de la Japan Soccer League fue la vigésimo sexto campeonato de Primera División del fútbol japonés organizado por la Japan Soccer League. El torneo se desarrolló en una rueda de todos contra todos, desde el 8 de septiembre de 1990 y el 5 de mayo de 1991. 
El campeón fue el Yomiuri Club, por cuarta vez en su historia.

## Clasificación
| Pos | Club              | PTS | W  | D  | L  | GA | GF | GD   | Notas                       |
| --- | ----------------- | --- | -- | -- | -- | -- | -- | ---- | --------------------------- |
| 1   | Yomiuri S.C.      | 49  | 15 | 4  | 3  | 41 | 16 | ＋25 | Campeones                   |
| 2   | Nissan            | 42  | 11 | 9  | 2  | 27 | 10 | ＋17 |                             |
| 3   | Honda             | 38  | 10 | 8  | 4  | 29 | 21 | ＋8  |                             |
| 4   | Toshiba           | 32  | 8  | 8  | 6  | 26 | 24 | ＋2  |                             |
| 5   | Toyota Motors     | 30  | 7  | 9  | 6  | 26 | 27 | －1  |                             |
| 6   | Matsushita        | 30  | 7  | 9  | 6  | 24 | 26 | －2  |                             |
| 7   | ANA Club          | 27  | 7  | 6  | 9  | 24 | 24 | ±0   |                             |
| 8   | Yamaha Motors     | 25  | 6  | 7  | 9  | 21 | 22 | －1  |                             |
| 9   | Furukawa Electric | 25  | 5  | 10 | 7  | 22 | 24 | －2  |                             |
| 10  | Mitsubishi Motors | 24  | 6  | 6  | 10 | 18 | 23 | －5  |                             |
| 11  | Yanmar Diesel     | 20  | 5  | 5  | 12 | 13 | 31 | －18 | Descenso a Segunda División |
| 12  | Nippon Kokan      | 11  | 2  | 5  | 15 | 16 | 39 | －23 | Descenso a Segunda División |